# Broome Street
Pour les articles homonymes, voir Broome (homonymie).
Broome Street est une rue de New York.

## Situation et accès
Cette voie du sud de l'arrondissement de Manhattan traverse les quartiers de Greenwich Village et Little Italy. La rue est interrompue à plusieurs reprises par des parkings et des immeubles. Elle s'étend sur la largeur de Manhattan entre Hudson Street à l'ouest et Lewis Street à l'est.

## Origine du nom
Son nom vient de John Broome (1738 – 1810), gouverneur de New York de 1804 à 1810.

## Historique
Selon une carte provenant de la collection de la New York Public Library, la zone autour de « Broome Street » s'est développée dans la première décennie des années 1800 dans le cadre du quartier connu à l'époque sous le nom de « New Delaney's Square », bien qu'il s'agisse probablement d'une erreur pour « Delancey », car la famille Delancey possédait le terrain depuis de nombreuses décennies et avait déjà commencé à planifier le développement dans les années 1760.

## Bâtiments remarquables et lieux de mémoire

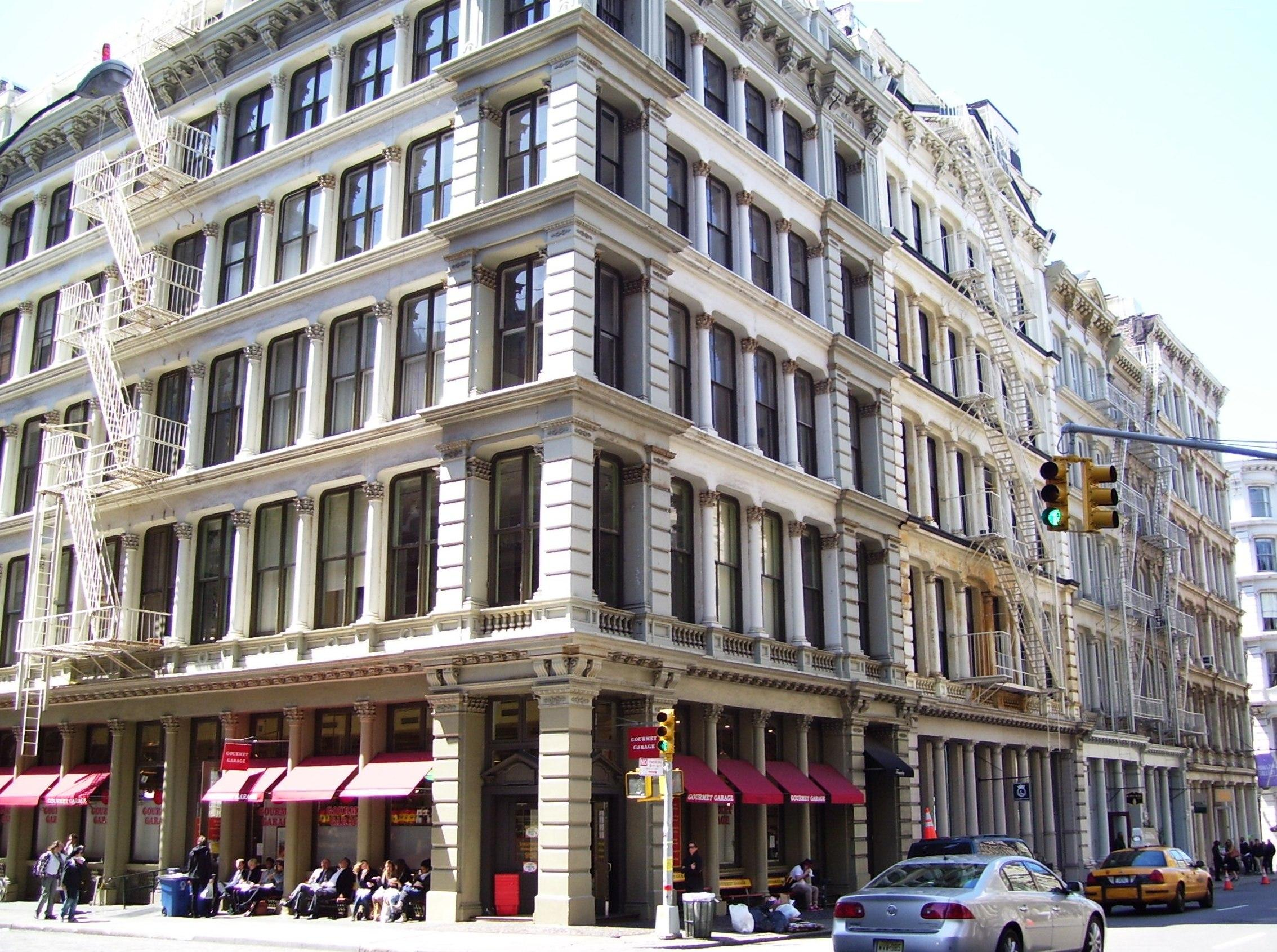
453-467 Broome Street.
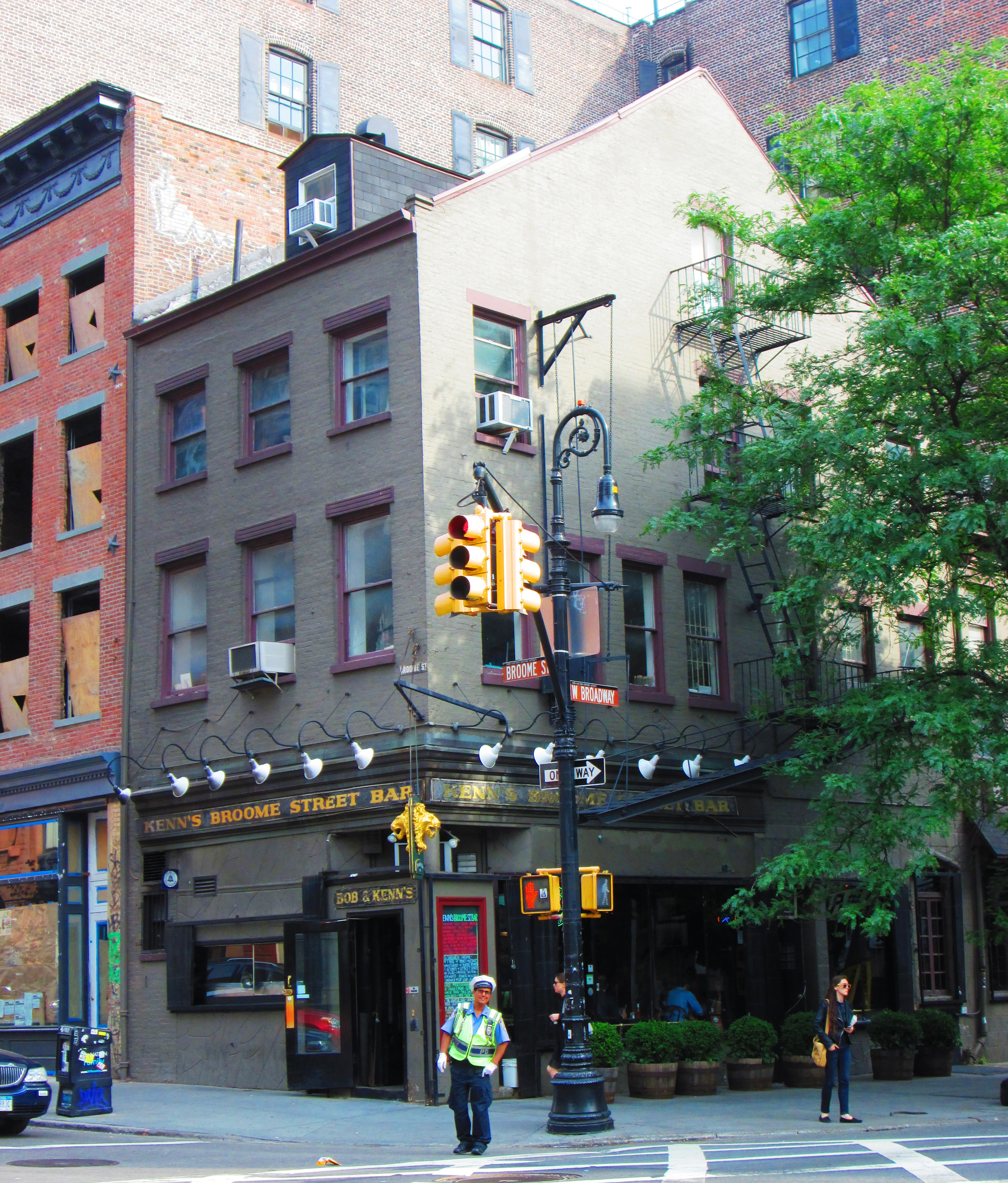
499 Broome Street.